# Världsmästerskapet i volleyboll för damer 2010
Världsmästerskapet i volleyboll för damer 2010 arrangerades av Japan mellan 29 oktober och 14 november 2010. Det var andra gången i rad som Japan arrangerade världsmästerskapet. Ryssland vann turneringen genom att i finalen i Yoyogi National Gymnasium, Tokyo besegra Brasilien med 3-2. Japan blev trea genom att vinna matchen om tredjepris över USA med 3-2. I mästerskapet deltog 24 lag.
Mästerskapet spelades på sex arenor: Yoyogi National Gymnasium, Tokyo Metropolitan Gymnasium (Tokyo), Matsumoto City Gymnasium (Matsumoto), Osaka Municipal Central Gymnasium (Osaka), Nippon Gaishi Hall (Nagoya) och Hamamatsu Arena (Hamamatsu).
 Jekaterina Gamova blev vald till mest värdefulla spelare. Bästa poängvinnare var Neslihan Darnel, bästa spiker Tatiana Kosheleva, bästa blockare Christiane Fürst, bästa servare Maret Grothues, bästa passare Wei Qiuyue, bästa libero och bästa "digger" Stacy Sykora och bästa mottagare Logan Tom.